# Министерство сельского хозяйства и продовольствия БССР
Министерство сельского хозяйства и продовольствия Белорусской ССР было образовано в 1946 году под названием Министерство земледелия БССР на базе Народного комиссариата земледелия БССР.

## История
В 1947 году Министерство земледелия, Министерство технических культур и Министерство животноводства были объединены в Министерство сельского хозяйства БССР.
В 1953 году Министерство сельского хозяйства, Министерство совхозов, Министерство мелиорации, Министерство лесного хозяйства, управление сельским и колхозным строительством при Совете Министров БССР и управление по делам колхозов при Совете Министров БССР объединены в одно Министерство сельского хозяйства и заготовок БССР. С 1954 года министерство получило новое название — Министерство сельского хозяйства БССР.
В 1965 году на базе Министерства производства и заготовок сельхозпродуктов БССР и Министерства сельского хозяйства БССР создано союзно-республиканское Министерство сельского хозяйства БССР.
В 1985 году Министерство сельского хозяйства БССР прекратило свою деятельность; на базе Министерства сельского хозяйства, Министерства плодоовощного хозяйства, Министерства мясной и молочной промышленности, Министерства пищевой промышленности, Министерства сельского строительства, Государственного комитета БССР по производственно-техническому обслуживанию был образован Государственный агропромышленный комитет Белорусской ССР. В 1990 г. руководящим органом системы агропромышленного комплекса стал Государственный комитет БССР по сельскому хозяйству и продовольствию, который в 1991 г. был преобразован в Министерство сельского хозяйства и продовольствия БССР, а с августа 1991 г. — Министерство сельского хозяйства и продовольствия Республики Беларусь.

## Структура на 1974 год
- Главное управление животноводства
- Главное управление земледелия
- Главное управление механизации и электрификации
- Главное управление по племенному делу (Старовиленский тракт, 91)
- Главное управление подготовки кадров
- Главное управление сельскохозяйственной науки и пропаганды
- Главное управление совхозов
- Главное управление экономики и планирования
- Управление ветеринарии
- Управление земельных фондов и землеустройства
- Управление промышленных предприятий колхозов и совхозов
- Управление руководящих кадров
  - Научно-методический отдел
- Отдел свиноводства
- Отдел сельскохозяйственной науки и пропаганды
- Республиканский головной информационно-вычислительный центр (ул. Казинца, 86)
- Республиканская нормативно-исследовательская станция по труду (ул. Казинца, 88)
- Белорусский республиканский центр научной организации труда в сельском хозяйстве (ул. Казинца, 103).[8]

## Министры
- Иван Крупеня (1946 — 1947)
- Павел Никитин (1947)
- Самуил Костюк (1947 — 1957)
- Михаил Луценко (1957 — 1961)
- Степан Скоропанов (1961 — 1972)
- Виктор Козлов (1972 — 1979)
- Фёдор Сенько (1979 — 1985)
- Юрий Хусаинов (1986 — 1991)
- Фёдор Мирочицкий (1991)